# Nationaal park Vatnajökull
Nationaal park Vatnajökull (IJslands: Vatnajökulsþjóðgarður) is een nationaal park in IJsland. Het park werd opgericht in 2008 en is 13920 vierkante kilometer groot (en daarmee een van de grootste nationale parken van Europa). Het nationaal park omvat twee eerder gestichte nationale parken (Nationaal park Skaftafell, gesticht in 1967, en Nationaal park Jökulsárgljúfur, gesticht in 1973), die sinds 2008 zijn opgegaan in het Vatnajökull-park.
Centraal deel van het park is de Vatnajökull, een 8100 vierkante kilometer grote gletsjer met een ijsdikte tot 950 meter. Onder het ijs liggen bergen, plateaus en vulkanen (Bárðarbunga, Grímsvötn). Ten noorden van de gletsjer Vatnajökull liggen ijsrivieren en de vulkanen Askja, Kverkfjöll, Snæfell en Herðubreið. In het noorden van het park ligt de kloof Jökulsárgljúfur. De waterval Dettifoss ligt aan het eind van deze kloof. Daar zijn ook de rotsformaties van Hljóðaklettar en de hoefijzervormige kliffen van Ásbyrgi te vinden. Ten zuiden van de gletsjer Vatnajökull liggen hoge bergen (Öræfajökull en IJslands hoogste berg Hvannadalshnúkur). In het zuiden ligt ook het groene Skaftafell en het zwarte zand van de rivier de Skeiðará. Op 5 juli 2019 werd het nationaal park ingeschreven op de Unesco-Werelderfgoedlijst 